# Patterson (Arkansas)
Patterson – miasto w Stanach Zjednoczonych, w stanie Arkansas, w hrabstwie Woodruff.